# Antifón
Antifón, řecky Ἀντιφῶν, též Antifón z Atén, Antifon Sofista, latinizovaná podoba Antiphon Atheniaensis (480 př. n. l. – 411 př. n. l.) byl starořecký filozof, sofista a zřejmě první profesionální rétor ve starořeckých Athénách. Byl žákem Gorgiovým, nevlastním bratrem Platónovým a oponentem Sókrata.
Zachovaly se fragmenty z jeho spisů Pravda (Alétheia), O svornosti (Peri homonoiás) a O posuzování snů (Peri kriseós oneirón). Věnoval se společenským a politickým otázkám, problémům poznání, matematiky a biologie. Navázal na učení Hippiovo o protikladnosti přírody a lidského zákona. Je mu připisován výrok „Co je spravedlivé podle zákona, je nepřátelské vůči přírodě“.
Někdy je ztotožňován s prvním velkým „atickým řečníkem“ (dle tzv. alexandrijského Kánonu deseti), existují však i názory, že šlo o dvě rozdílné osoby.